# Roger Wyburn-Mason
Roger Wyburn-Mason (ur. 2 października 1911, zm. 16 czerwca 1983) – brytyjski lekarz, reumatolog. W 1975 roku podczas IX Międzynarodowego Kongresu Chemioterapeutycznego w Londynie ogłosił teorię, według której czynnikiem odpowiedzialnym za reumatoidalne zapalenie stawów jest pierwotniak Amoeba chromatosa.